# C. W. Patton Productions
C. W. Patton Productions foi uma companhia cinematográfica estadunidense da era do cinema mudo que produziu apenas três seriados, entre 1924 e 1926.

## Histórico
A C. W. Patton Productions pertencia ao produtor cinematográfico C. W. Patton, que foi responsável pela produção de alguns filmes para a Pathé. As produções da companhia foram distribuídas igualmente pela Pathé. Seus estúdios ficavam na 6046 Sunset Blvd., em Hollywood.

## C. W. Patton
C. W. Patton já produzira alguns filmes para a Pathé, entre eles The Way of a Man (1924), Ten Scars Make a Man (1924 e Wild West (1925).

## Filmografia
- The Fortieth Door (1924)[2]
- Leatherstocking[3]
- The Bar-C Mystery (1926)[4]